# 김선령
김선령은 대한민국의 촬영 감독이다.
2004년 미국영화연구소 American Film Institute (AFI), 촬영 석사(Master of Fine Arts in Cinematography)를 졸업했다.
국내 최초로 무압축 하드디스크 촬영 방식을 도입한 영화로 첫 커리어를 시작했다.

## 작품

### 촬영
- 영화 <노무현입니다> 촬영감독/ 2017
- 영화 <나는 증인이다> 촬영감독/ 중국/ 2016
- BBC 다큐 촬영감독/영국/2016
- 3D 단편영화 <소년병> 촬영감독/ 2015
- 영화 <남자사용설명서> 촬영감독/ 2012
- EBS다큐프라임 <서양음악기행, 음악기행> 6부작/ 촬영감독/ 2013-2015
- 디스커버리 채널 촬영감독/2011
- BBC 다큐 촬영감독/영국/2007-2010
- 영화 <블라인드> 제2촬영감독/ 2011
- 디스커버리 채널 촬영감독/ 이란/ 2008
- 영화 <마음이...> 촬영감독/ 2006
- EBS <한국독립운동사> 10부작 / 촬영감독 / 2005
- 아리랑 TV <미스터리 아시아 - 닌자, 관상> 감독 & 촬영감독/ 2004
- JTBC <전체관람가> 4회 - <랄라랜드> 촬영감독 / 2017
- 2018 평창동계올림픽 공식영화 촬영감독 / 2018

## 이력
- 한국영화촬영감독조합(CGK) 공동대표
- 한국영화진흥위원회 기술자문위원
- 동서대학교 임권택영화영상예술대학 초빙교수 (2014. 3. - 2017. 8.)[3]
- 부산국제영화제 Asian Film Academy (AFA) 촬영수퍼바이저 (2005-2015)[4][5]
- 한-ASEAN 차세대영화인재육성사업(FLY2016) 촬영강사 (2016)
- 한국영화아카데미 초빙교수 (2006 - 2012)
- 경희대학교 예술디자인대학 연극영화과 겸임교수 (2008 -2014)
- 서강대 영상대학원 "촬영의 이론과 실제" 초빙교수 (2011 -2012)
- C47 post studio DI 수퍼바이저 및 컬러리스트 (2009 -2010)
- 제일기획/삼성영상사업단 Q채널 연출PD (1993 -1999)